# Максимівка (Лозівський район)
Макси́мівка — село в Україні, у Лозівському районі Харківської області. Входить до складу Олексіївської сільської громади. Населення становить 171 осіб. Колишній орган місцевого самоврядування — Одрадівська сільська рада.

## Географія
Село Максимівка знаходиться на правому березі річки Берека, вище за течією на відстані 2,5 км розташоване село Булацелівка, нижче за течією на відстані 1,5 км розташоване село Отрадове, на протилежному березі — село Шевченкове. Біля села знаходиться гребля Берекського водосховища.

## Історія
- 1700 — дата заснування.